# Astis (Pirineos Atlánticos)
Astis es una comuna francesa de la región de Aquitania en el departamento de Pirineos Atlánticos.
Astis (Pirineos Atlánticos) fue mencionada por primera vez en el año 1385 con el nombre de Estis.

## Demografía
| 111 | 101 | 98 | 163 | 198 | 266 | 292 |
| Para los censos de 1962 a 1999 la población legal corresponde a la población sin duplicidades (Fuente: INSEE [Consultar]) |     |    |     |     |     |     |